# بونگابونگ
بونگابونگ، رسماً شهرداری بونگابونگ (تاگالوگ: Bayan ng Bongabong)، یک شهرداری درجه یک در استان اورینتال میندورو، فیلیپین است. بر اساس سرشماری سال ۲۰۲۰، جمعیت آن ۷۶۹۷۳ نفر است. این شهر محل استحکامات کوتا بونگابونگ (Fuerza de Bongabong)، یکی از قدیمی‌ترین استحکامات استعماری اسپانیا در فیلیپین است. این قلعه به شدت نیاز به حفاظت مناسب دارد. تنها آژانس با قابلیت‌های مناسب برای بازسازی قلعه، موزه ملی فیلیپین است.